# Rozpławowate
Rozpławowate (Pontederiaceae) – rodzina roślin z rzędu komelinowców. Należy tu 9 rodzajów z 33 gatunkami. Zasięg tych roślin obejmuje lądy w strefie tropikalnej i subtropikalnej, a także obszary w północno-wschodniej Azji i znaczną część Ameryki Północnej (bez Kanady). Kilka gatunków sadzonych jest jako rośliny ozdobne, zwłaszcza w akwariach. Eichornia gruboogonkowa (Eichornia crassipes) zwana „hiacyntem wodnym” jest uciążliwym chwastem wodnym w strefie tropikalnej.

## Morfologia

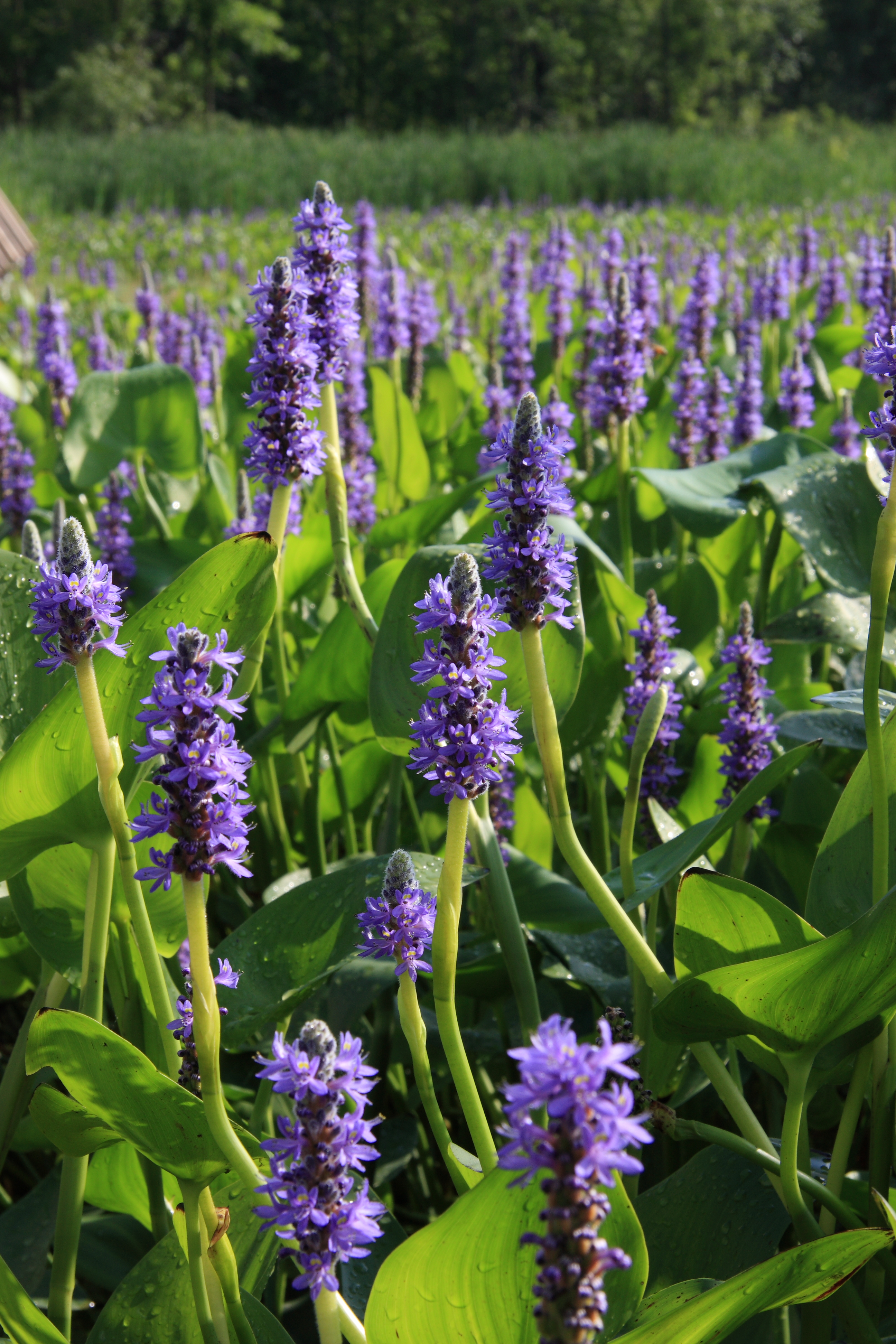
Pontederia cordata

PokrójRośliny kłączowe, które z dolnych węzłów wypuszczają korzenie przybyszowe mocujące roślinę w podłożu lub unoszące się w wodzie.
LiścieOsadzone są na pędzie w dwóch rzędach, rzadko spiralnie, czasem z powodu skrócenia międzywęźli tworzą rozetę. Młodociane i podwodne liście zwykle są wstęgowate. Liście właściwe podzielone są na pochwę, ogonek i blaszkę liściową. Blaszki mają kształt szerokojajowaty, oszczepowaty lub strzałkowaty.
KwiatySkupione są w kwiatostany wiechowate lub kłosowate, wsparte dwoma liściokształtnymi podsadkami, wyrastające na szczycie pędu, przy czym odsuwane są przez ostatni liść na bok, tak że wyglądają jakby wyrastały z ogonka liściowego. Okwiat składa się z dwóch okółków, w obu z listkami barwy białej, żółtej lub niebieskiej, często efektownymi. Listki okwiatu u nasady są zrośnięte, czasem rurka ta pozostaje po przekwitnieniu i osłania owoc. Sześć pręcików przyrośniętych jest do rurki na różnej wysokości. Pręciki bywają zredukowane do jednego i dwóch prątniczków. Zalążnia górna, zwykle złożona z trzech komór z licznymi zalążkami, czasem zredukowana do jednej komory z pojedynczym zalążkiem. Słupek nitkowaty zakończony jest trójdzielnym znamieniem.
OwocTrójkomorowe lub jednokomorowe torebki, w pierwszym przypadku pękające na szwach, w drugim niepękające. Nasiona są małe, gładkie lub żeberkowane.

## Biologia i ekologia
Byliny lub rzadziej rośliny jednoroczne. Rośliny bagienne i wodne, pływające swobodnie po powierzchni lub zanurzone.

## Systematyka
Pozycja systematyczna według Angiosperm Phylogeny Website (aktualizowany system APG IV z 2016)
Klad okrytonasienne, klad jednoliścienne (monocots), rząd komelinowce (Commelinales), rodzina Haemodoraceae. Rodzina jest siostrzana dla Haemodoraceae.
|  | Commelinaceae – komelinowate |
|  |                              |
|  | Hanguanaceae                 |
|  |                              |

|  | Philydraceae                                                                                   |
|  |                                                                                                |
|  | \| \| Haemodoraceae – hemodorowate \| \| \| \| \| \| Pontederiaceae – rozpławowate \| \| \| \| |
|  |                                                                                                |
|  | Haemodoraceae – hemodorowate                                                                   |
|  |                                                                                                |
|  | Pontederiaceae – rozpławowate                                                                  |
|  |                                                                                                |

|  | Haemodoraceae – hemodorowate  |
|  |                               |
|  | Pontederiaceae – rozpławowate |
|  |                               |

|  | Commelinaceae – komelinowate |
|  |                              |
|  | Hanguanaceae                 |
|  |                              |

|  | Philydraceae                                                                                   |
|  |                                                                                                |
|  | \| \| Haemodoraceae – hemodorowate \| \| \| \| \| \| Pontederiaceae – rozpławowate \| \| \| \| |
|  |                                                                                                |
|  | Haemodoraceae – hemodorowate                                                                   |
|  |                                                                                                |
|  | Pontederiaceae – rozpławowate                                                                  |
|  |                                                                                                |

|  | Haemodoraceae – hemodorowate  |
|  |                               |
|  | Pontederiaceae – rozpławowate |
|  |                               |

Wykaz rodzajów
- Heteranthera Ruiz & Pav. – heterantera
- Pontederia L. – pontederia (w tym Eichhornia – eichornia i Monochoria)